# بيدو (لالة زار)
بيدو (بالفارسية: بیدو) هي قرية تقع في إيران في ناحية لاله زار.